# Zdeslav Vrdoljak
Zdeslav Vrdoljak (Split, 15. ožujka 1971.), bivši hrvatski vaterpolist.
Igrao je HAVK Mladost iz Zagreba na poziciji napadača, do završetka sezone 2008./09. Igrao je i u Italiji. Sudjelovao je na olimpijskim igrama 1996. u Atlanti, kada je hrvatska vaterpolska reprezentacija osvojila srebrnu medalju. Nastupio je na Europskom prvenstvu u Sevilli 1997., a nakon toga nije nastupao za reprezentaciju deset godina. Vratio se u VK Mornar i postao ponajbolji igrač hrvatske lige. Ponovno je u reprezentaciji, dobivši poziv izbornika Ratka Rudića. Bio je kapetan na Svjetskom prvenstvu u Melbourneu 2007., kada je hrvatska reprezentacija osvojila zlatnu medalju. Proslavio je 36. rođendan, baš za vrijeme prvenstva.
Dvostruki je dobitnik je Državne nagrade za šport "Franjo Bučar", kao član reprezentacije 1996., te osobno 2007. godine. 